# Scotophilus tandrefana
Scotophilus tandrefana es una especie de murciélago de la familia Vespertilionidae.

## Distribución geográfica
Es Endémica del oeste de Madagascar, registrados en dos lugares: el parque nacional de Tsingy de Bemaraha y Sarodrano